# マシュー・フォンテーン・モーリー

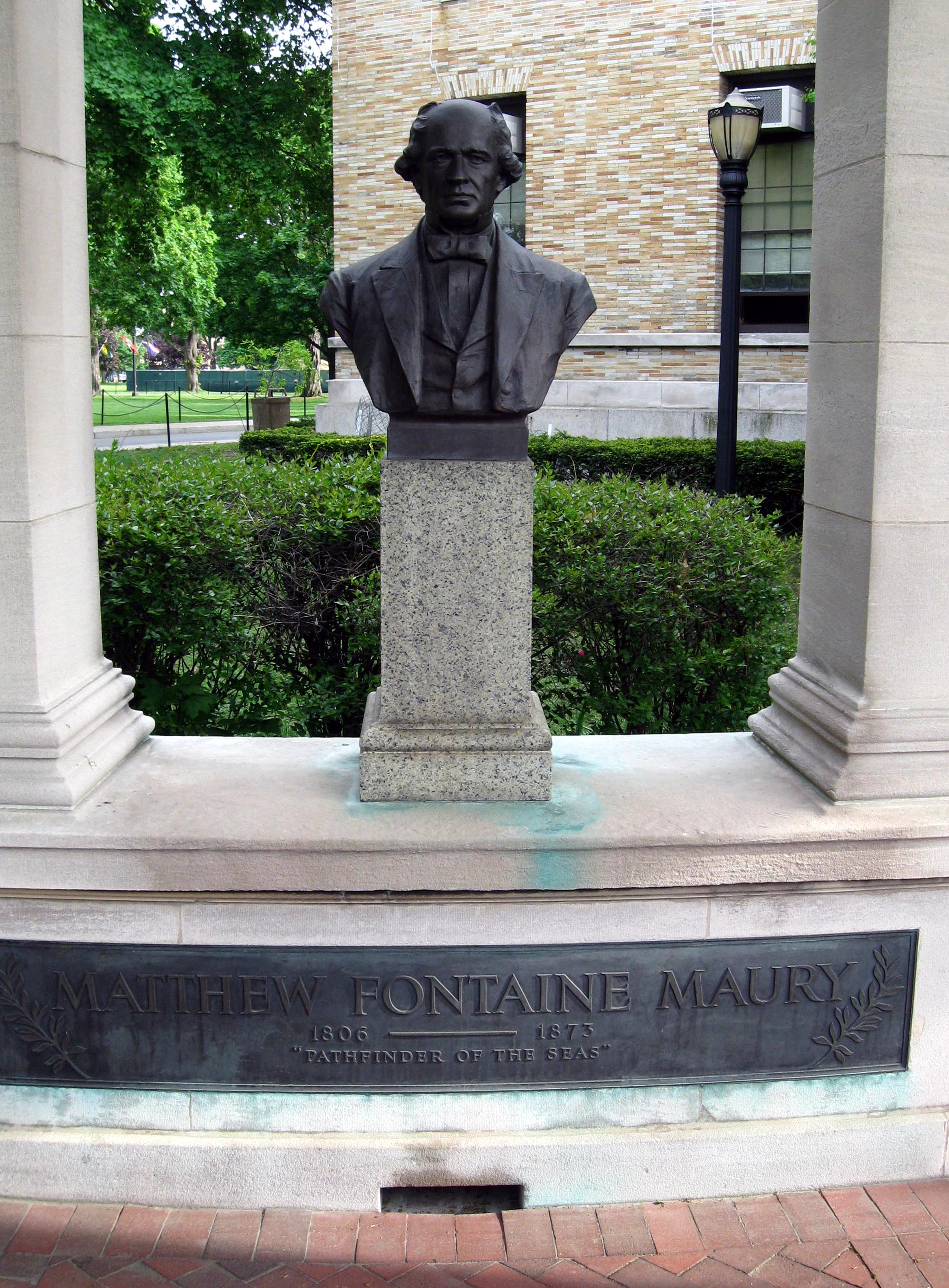
ニューヨークにあるモーリーの胸像

マシュー・フォンテーン・モーリー（Matthew Fontaine Maury、1806年1月14日 - 1873年2月1日）はアメリカ合衆国の海軍士官、海洋学者、海洋気象学者。

## 経歴
1806年にバージニア州フレデリックスバーグで出生。テネシーで育ち、1825年に海軍士官学校の生徒として海軍に入った。彼は長く海上生活を送り、世界中の航海に参加した。それをもとに彼は1834年に海洋の航海術に関する本を書き、これは海軍の標準の教科書となった。1839年の公務中に馬車事故で右足の自由を失い、海上での勤務を終えた。この怪我がもとで彼は1842年にワシントンにある海軍の海図と装備の補給所本部長への任命へとつながり、そこで彼は大規模な海図プロジェクトを立ち上げた。
彼は海洋を航行している船の航海日誌を集めて、海図上にその航跡と風の観測結果を記入して、1851年から「風と海流の図（Wind and Current Charts）」を発行した。これは、海洋を航行する際の最適な航路と、時期によってその航路でどんな状況が予想されるかという最初の体系的な情報となった。この図は航海期間の短縮および海上での費用と遭難者の減少という功績を挙げ、モーリーはこれによって国際的な名声を得た。
英国陸軍工兵隊が、アメリカに地上気象観測の共同システムを構築することを提案した際に、彼はそれを世界規模にすることを構想した。しかし、他の気象学者の賛同は得られず、海上の軍艦の気象観測に絞られた。初の国際海上気象会議が1853年にブリュッセルでケトレが主宰して開かれた。アメリカほか10か国が参加して国際的な船舶気象観測資料の報告形式の統一、収集・交換等のシステムが確立された。これは海上だけだったが、世界初の標準化された気象観測となった。しかし、各国はこれを厳格に守ったわけではなかった。イギリスでは、これをきっかけに商務省に気象局が作られてロバート・フィッツロイ提督がその責任者となった。
1855年にモーリーは海洋学の教科書として海の自然地理学（The Physical Geography of the Sea）を出版したが、この評価は分かれている。
1861年に南北戦争が勃発し南部出身のモーリーは南軍海軍で参戦した。戦後は地元の大学の物理学の教授になった。
1873年、レキシントンで逝去。

## 親族
- 兄は海軍軍人のジョン・マイナー・モーリー（John Minor Maury、1795年 - 1828年6月23日）。
- 祖父のジェイムズ・マイナー・モーリーはパーソンズ・コーズでハノーバー郡の弁護士、パトリック・ヘンリーと対決した。

## 著書
- 海洋の自然地理学と気象学（原題:The Physical Geography of the Sea and its Meteorology, 1855）